# Kathleen Howell
Kathleen Howell és una científica estatunidenca i enginyera aeroespacial coneguda per les seves contribucions a la teoria de sistemes dinàmics aplicada al disseny de trajectòries de naus espacials que va conduir a l'ús de l'òrbita d'halo en múltiples missions espacials de la NASA. Actualment és professora distingida Hsu Lo a la Universitat Purdue de l'Escola d'Aeronàutica i Astronàutica. En reconeixement de la seva tasca, la revista Discover la va reconèixer el 2002 com una de les 50 dones més importants de la ciència.
Va obtenir la seva llicenciatura en Enginyeria Aeroespacial a la Universitat Estatal d'Iowa el 1973. Aleshores, Howell va rebre els seus títols de màster i doctorat a la Universitat Stanford el 1977 i el 1983, respectivament. El seu assessor de doctorat va ser John Breakwell i la seva tesi doctoral es titulava Three-dimensional, periodic halo orbits in the restricted three-body problem (Orbites d'halo periòdiques tridimensionals en el problema restringit dels tres cossos). Howell va començar com a professora ajudant a la Facultat d'Aeronàutica i Astronautica de la Universitat Purdue el 1982 i és la primera professora titular de l'escola.

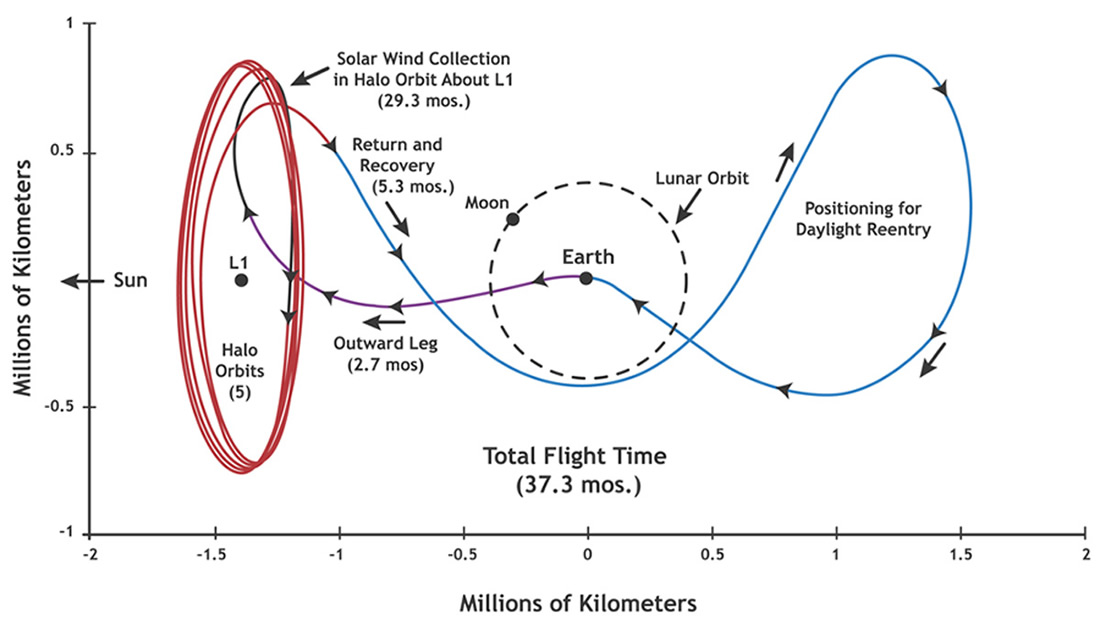
La trajectòria i el pla de vol de la missió Genesis que inclou 5 bucles d'halo basats en el treball de Howell

El treball de Howell sobre el càlcul de les característiques de les varietats invariants associades a les òrbites d'halo es va aplicar per primer cop al disseny de la trajectòria per a la missió Genesis i permetre el retorn de mostres de baixa energia des del punt L1 Sol-Terra. La trajectòria de la nau espacial per al Genesis que explota el mètode múltiple de Howell va ser calculada per Howell i el seu alumne Brian Barden durant un cap de setmana d'agost de 1996 després d'una petició urgent del científic del Jet Propulsion Lab Martin Lo.
El 1984, va ser la guanyadora del Premi Presidential Young Investigator, que li va ser lliurat a la Casa Blanca per Ronald Reagan, i el 2004 va rebre el Premi Dirk Brouwer de l'American Astronautical Society. El 2017 va ser elegida membre de l'Acadèmia Nacional d'Enginyeria dels Estats Units amb una citació "Per les seves contribucions en la teoria de sistemes dinàmics i les varietats invariants que culminen amb trajectòries interplanetàries òptimes i la superautopista interplanetària".

## Comunicacions
- "Three-Dimensional, Periodic, 'Halo' Orbits"[7]